# 童元方
童元方（1949年6月6日—），為台灣作家。曾任教於香港中文大學。2013年起擔任台灣台灣東海大學文學院院長三年。

## 學經歷

### 學歷
- 國立台灣大學中文系學士
- 美國奧勒岡大學中文暨日文學系文學碩士
- 美國奧勒岡大學藝術史系文學碩士
- 美國哈佛大學東亞語言與文化學系博士

### 經歷
- 美國哈佛大學東亞語言與文明學系專任講師（1994年–1995年）
- 香港中文大學翻譯系專任助理教授、副教授、教授（1995年–2009年）
- 東華學院專任教授（2010年–2013年）
- 台灣東海大學講座教授（2013年–）

## 中文著作

### 創作
- 《一樣花開︰哈佛十年散記》，台灣正體中文：爾雅出版社，1996年，ISBN 957639208X；簡體中文：ISBN 9787546102221
- 《水流花靜：科學與詩的對話》，台灣正體中文：天下文化，2003年，9864171410
- 《愛因斯坦的感情世界》，台灣正體中文：天下文化，2005年，ISBN 9864175475
- 《遊與藝：東西南北總天涯》，台灣正體中文：三民書局，2011年，ISBN 9789571454429
- 《譯心與譯藝：文學翻譯的究竟》，台灣正體中文：書林出版有限公司，2012年，ISBN 9789574454792
- 《為彼此的鄉愁》，香港牛津大學出版社，2005年，ISBN 0195964888
- 《選擇與創造》，香港牛津大學出版社，2009年，ISBN 9780195972245
- 《閱讀陳之藩》，香港牛津大學出版社，2012年：ISBN 9780193986350

### 譯作
- 《愛因斯坦的夢》，台灣正體中文版本：純文學出版社，1995年；爾雅出版社，1996年，ISBN 957-639-205-5；商周出版社，2013/7/4，ISBN 9789862723661
- 《情書：愛因斯坦與米列娃》，台灣正體中文：天下文化，2000年，ISBN 9576216567

## 英文著作
- Two Journeys to the North: A Comparative Study of the Poetic Journals of Wen T'ien-hsiang and Wu Mei-ts'un,
- 英譯明代女子曹靜照、馬如玉，清代女子吳規臣、梁德繩之詩，收錄於Women Writers of Traditional China一書。

## 家族
為已故知名作家陳之藩的第二任妻子。童女士著有與陳之藩相關評論的文章與書籍
。
長子為影音電視製作人王大元(George Wang)、次子歌手王大文。

## 外部連結
- 香港蘋果日報副刊－作家童元方 （页面存档备份，存于）